# 음력 4월 9일
음력 4월 9일은 음력 4월의 9번째 날이다.

## 사건
- 752년 - 일본 동대사(東大寺) 대불(大佛)이 완성된 직후 열린 점안식에 신라 왕자 한아찬(韓阿湌) 김태렴(金泰廉) 등 사신단이 배를 타고 와서 참석하였다는 기록이 일본에 전해진다(《속일본기》 천평승보 4년(752년) 4월 9일). 단, 이 기록은 일본에만 전하며, 신라에는 전하지 않는다.
- 2013년 - 인천광역시 옹진군 백령도 남쪽 44km 해역에서 규모 4.9의 지진이 발생하였다.

## 문화
- 2005년 - 경기도 고양시 일산구가 일산동구와 일산서구로 분구.

## 탄생
- 1968년 - 대한민국의 가수 신해철
- 1972년 - 대한민국의 가수 백자.
- 1979년 - 대한민국의 배우 이도은.
- 1991년 - 대한민국의 가수 수호(EXO)

## 사망
- 1995년 - 중화민국의 가수 등려군.

## 같이 보기
- 음력 360일: 1월 2월 3월 4월 5월 6월 7월 8월 9월 10월 11월 12월
- 전날:4월 8일 다음날:4월 10일 - 전달:3월 9일 다음달:5월 9일
- 양력:4월 9일
- 음력, 윤달